# Alfred Jung (Widerstandskämpfer)

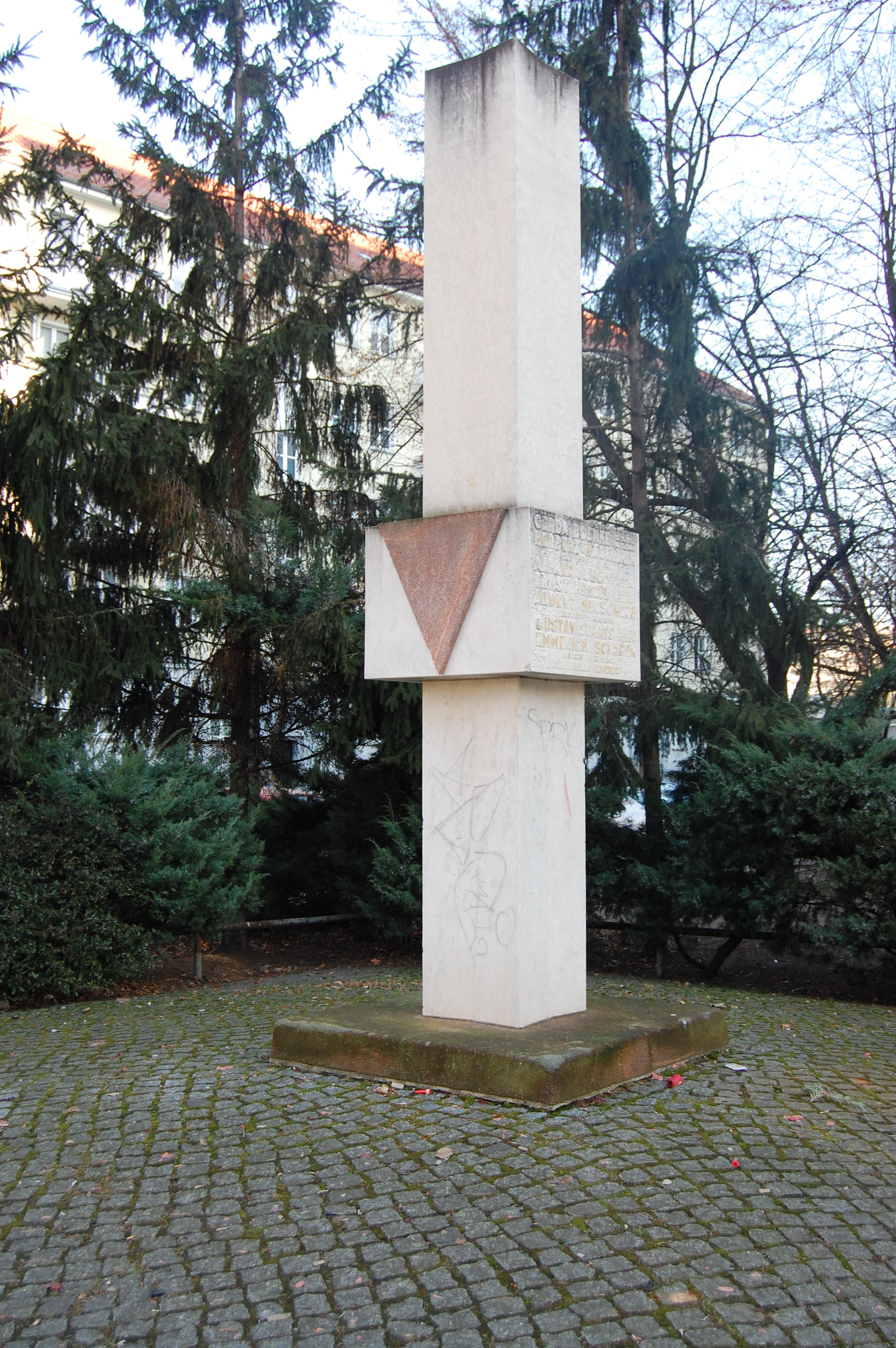
Gedenkstele in Berlin-Friedrichshain

Alfred Jung (* 13. Juni 1908 in Berlin; † 4. Dezember 1944 in Brandenburg-Görden) war ein deutscher Verwaltungsangestellter und kommunistischer Widerstandskämpfer während der Zeit des Nationalsozialismus, der für die Unterstützung französischer Kriegsgefangener hingerichtet wurde.

## Leben
Alfred Jung war Sohn des Maurers Friedrich Jung. Nach dem Abschluss der Volksschule trat er dem Kommunistischen Jugendverband Deutschlands (KJVD) bei und absolvierte eine Ausbildung zum Verwaltungsangestellten. Ab 1927 gehörte er der Kommunistischen Partei Deutschlands (KPD) an, nach der Machtergreifung der Nationalsozialisten im Jahr 1933 wurde er mehrfach inhaftiert. Mit Beginn des Zweiten Weltkriegs wurde er zur Wehrmacht einberufen und im späteren Verlauf des Krieges als Sanitätsgefreiter zum Dienst im Kriegsgefangenenlager Stalag IIIB in Fürstenberg (Oder) eingesetzt.
In mehreren illegalen Flugblättern und in Artikeln in der KPD-Parteizeitung „Die Rote Fahne“ setzte er sich zugunsten der Kriegsgefangenen ein. Darüber hinaus übermittelte er mit Hilfe von Bekannten Nachrichten französischer Insassen des Lagers an die Führung der verbotenen KPD in Berlin sowie Lebensmittel an die Gefangenen. Nach der Aufdeckung seiner Aktivitäten im Juli 1944 wurde er vom Volksgerichtshof am 31. Oktober des gleichen Jahres wegen „Wehrkraftzersetzung und Vorbereitung zum Hochverrat“ zum Tode verurteilt und im Dezember im Zuchthaus in Brandenburg-Görden enthauptet.

## Ehrungen
Nach Alfred Jung sind eine Straße und ein Seniorenwohnheim im Berliner Bezirk Lichtenberg benannt. Darüber hinaus wird er zusammen mit sechs anderen Personen auf der 1975 errichteten Gedenkstele für antifaschistische Widerstandskämpfer an der Ecke Koppenstraße/Singerstraße in Berlin-Friedrichshain namentlich erwähnt.
In Eisenhüttenstadt war bis zur Wende die 11. POS nach ihm benannt. Das Gebäude wurde später abgerissen.